# 2020年のオールスターゲーム (日本プロ野球)
2020年のオールスターゲームは、2020年7月に行われる予定であった日本プロ野球のオールスターゲーム。

## 概要
当初は7月19日、20日の開催を予定していたが、新型コロナウイルス感染拡大の影響によりプロ野球公式戦の開幕が大幅に延期となったため、5月11日に開催されたNPB12球団代表者会議（オンライン会議による臨時会）にてオールスターゲームの開催中止が決定された。

### 野球殿堂表彰式について
第1戦で行われるはずだった野球殿堂表彰式は、以下の会場に変更して行われた。
- 田淵幸一：8月18日に東京ドームホテルにて実施[2]。改めて、2023年5月30日に西武ドーム（ベルーナドーム）で行われた埼玉西武ライオンズ対阪神タイガース戦の試合開始前にセレモニーを実施
- 前田祐吉、石井連藏：8月15日の東京六大学野球春季リーグ戦・慶應義塾大学対早稲田大学の試合開始前に実施[3]。

## 開催予定日
- 第1戦：7月19日 福岡PayPayドーム（主管球団:福岡ソフトバンクホークス。2016年第1戦以来4年ぶり5回目）
- 第2戦：7月20日 ナゴヤドーム（主管球団:中日ドラゴンズ。2017年第1戦以来3年ぶり5回目）

両会場とも翌年にはスライドにならず、第1戦に予定されていた福岡PayPayドームは翌々年のマイナビオールスターゲーム2022の第1戦に、第2戦に予定されていたナゴヤドーム（2021年から興和がネーミングライツを取得し『バンテリンドームナゴヤ』に名称変更）は3年後のマイナビオールスターゲーム2023の第1戦に振り替えて開催された。

## 代替企画
中止が決まったのがシーズン開幕前であるため、例年シーズン前半戦期間に実施されるファン投票も行われなかったが、NPBとKONAMIが共催する「eBASEBALLプロリーグ」のエキシビションマッチ「eBASEBALL プロリーグ eオールスター2020」で使用する選手のファン投票が行われた。
また、NPBとは別にYahoo! JAPANの運営するスポーツサイト「スポーツナビ」が独自にファン投票企画を行った。

### eオールスター2020
「eBASEBALL プロリーグ」2020シーズンのエキシビションマッチとして「eBASEBALL プロリーグ」の球団代表選手のプロプレイヤーが、セ・パに分かれてeBASEBALLパワフルプロ野球2020で対戦するイベントで、ゲーム内で使用する選手を選ぶためのファン投票が9月1日〜15日に行われた。ファン投票に加えて、セ・リーグ監督真中満とパ・リーグ監督G.G.佐藤による推薦枠、ファン投票選出外の選手から各リーグそれぞれ1名ずつを追加で選出する「プラスワン投票」で選出された選手がゲーム内で使用された。ファン投票で選ばれた選手にはNPBとKONAMIによる記念の盾が贈られている。
| セントラル・リーグ | セントラル・リーグ | セントラル・リーグ |
| ------------------ | ------------------ | ------------------ |
| 監督               | 真中満             |                    |
| プレイヤー         | 舘野弘樹(てぃーの) | 巨人               |
| プレイヤー         | 大川泰広(BOW川)    | ヤクルト           |
| 先発投手           | 菅野智之           | 巨人               |
| 中継投手           | 高梨雄平           | 巨人               |
| 抑え投手           | 藤川球児           | 阪神               |
| 投手               | 大野雄大           | 中日               |
| 投手               | 小川泰弘           | ヤクルト           |
| 捕手               | 梅野隆太郎         | 阪神               |
| 捕手               | A.マルティネス☆    | 中日               |
| 一塁手             | ビシエド           | 中日               |
| 二塁手             | 山田哲人           | ヤクルト           |
| 三塁手             | 岡本和真           | 巨人               |
| 遊撃手             | 坂本勇人           | 巨人               |
| 内野手             | 松山竜平           | 広島               |
| 内野手             | 村上宗隆           | ヤクルト           |
| 外野手             | 鈴木誠也           | 広島               |
| 外野手             | 丸佳浩             | 巨人               |
| 外野手             | 青木宣親           | ヤクルト           |
| 外野手             | 佐野恵太           | DeNA               |
| 外野手             | サンズ             | 阪神               |
| 外野手             | 梶谷隆幸           | DeNA               |

| パシフィック・リーグ | パシフィック・リーグ | パシフィック・リーグ |
| -------------------- | -------------------- | -------------------- |
| 監督                 | G.G.佐藤             |                      |
| プレイヤー           | 下山祐躍(スンスケ)   | ロッテ               |
| プレイヤー           | 三輪貴史(ねお)       | 楽天                 |
| 先発投手             | 山本由伸             | オリックス           |
| 中継投手             | 宮西尚生             | 日本ハム             |
| 抑え投手             | 森唯斗               | ソフトバンク         |
| 投手                 | 涌井秀章             | 楽天                 |
| 投手                 | 益田直也             | ロッテ               |
| 投手                 | 千賀滉大☆            | ソフトバンク         |
| 捕手                 | 森友哉               | 西武                 |
| 一塁手               | 中田翔               | 日本ハム             |
| 二塁手               | 浅村栄斗             | 楽天                 |
| 三塁手               | 松田宣浩             | ソフトバンク         |
| 遊撃手               | 源田壮亮             | 西武                 |
| 内野手               | 鈴木大地             | 楽天                 |
| 内野手               | 茂木栄五郎           | 楽天                 |
| 外野手               | 柳田悠岐             | ソフトバンク         |
| 外野手               | 吉田正尚             | オリックス           |
| 外野手               | 大田泰示             | 日本ハム             |
| 外野手               | マーティン           | ロッテ               |
| 外野手               | 栗山巧               | 西武                 |
| 指名打者             | バレンティン         | ソフトバンク         |

- 太字はファン投票による出場、☆印はプラスワン投票による出場。他は監督推薦による出場。

#### 試合結果
|                      | 1 | 2 | 3 | 4 | 5 | 6 | 7 | 8 | 9 | R | H | E |
| -------------------- | - | - | - | - | - | - | - | - | - | - | - | - |
| セントラル・リーグ   | 0 | 0 | 0 | 1 | 0 | 3 | 0 | 0 | 0 | 4 | 8 | 0 |
| パシフィック・リーグ | 0 | 0 | 0 | 0 | 0 | 0 | 1 | 1 | 1 | 3 | 6 | 0 |

1. 勝利：小川
2. セーブ：藤川
3. 敗戦：山本
4. 本塁打
セ：サンズ（6回2ラン）、
パ：中田1号（7回ソロ）、茂木（8回ソロ）、中田2号（9回ソロ）

### スポーツナビ
スポーツナビは「みんなで選ぶ！プロ野球オールスター2020」と題して、シーズン開幕直後の7月10日から17日に「オールスターがもし開催されていたら、ファンは一体誰を選ぶのか？」という視点でファン投票企画を行った。選出された選手は以下の通り。
| セントラル・リーグ | セントラル・リーグ | セントラル・リーグ |
| ------------------ | ------------------ | ------------------ |
| 監督               | 原辰徳             | 巨人               |
| コーチ             | ラミレス           | DeNA               |
| コーチ             | 矢野燿大           | 阪神               |
| 先発投手           | 菅野智之           | 巨人               |
| 中継投手           | 中川皓太           | 巨人               |
| 抑え投手           | 山﨑康晃           | DeNA               |
| 捕手               | 梅野隆太郎         | 阪神               |
| 一塁手             | 村上宗隆           | ヤクルト           |
| 二塁手             | 山田哲人           | ヤクルト           |
| 三塁手             | 岡本和真           | 巨人               |
| 遊撃手             | 坂本勇人           | 巨人               |
| 内野手             | 大山悠輔☆          | 阪神               |
| 外野手             | 鈴木誠也           | 広島               |
| 外野手             | 近本光司           | 阪神               |
| 外野手             | 青木宣親           | ヤクルト           |

| パシフィック・リーグ | パシフィック・リーグ | パシフィック・リーグ |
| -------------------- | -------------------- | -------------------- |
| 監督                 | 辻発彦               | 西武                 |
| コーチ               | 工藤公康             | ソフトバンク         |
| コーチ               | 三木肇               | 楽天                 |
| 先発投手             | 山本由伸             | オリックス           |
| 中継投手             | モイネロ             | ソフトバンク         |
| 抑え投手             | 森唯斗               | ソフトバンク         |
| 投手                 | 佐々木朗希☆          | ロッテ               |
| 捕手                 | 森友哉               | 西武                 |
| 一塁手               | 山川穂高             | 西武                 |
| 二塁手               | 浅村栄斗             | 楽天                 |
| 三塁手               | 鈴木大地             | 楽天                 |
| 遊撃手               | 源田壮亮             | 西武                 |
| 外野手               | 柳田悠岐             | ソフトバンク         |
| 外野手               | 吉田正尚             | オリックス           |
| 外野手               | 荻野貴司             | ロッテ               |
| 指名打者             | バレンティン         | ソフトバンク         |

## テレビ中継
第1戦・第2戦ともテレビ朝日系列とBS朝日で生中継を行う予定であった。